# Фабіан Серраренс
Фабіан Серраренс (нід. Fabian Serrarens, нар. 9 лютого 1991, Амстердам) — нідерландський футболіст, нападник клубу ГІК.
Виступав, зокрема, за клуби «Алмере Сіті» та «Телстар».

## Ігрова кар'єра
Народився 9 лютого 1991 року в місті Амстердам. Вихованець юнацьких команд футбольних клубів «Утрехт», «Аякс» та «НАК Бреда.
У дорослому футболі дебютував 2011 року виступами за команду клубу «Алмере Сіті», в якій провів чотири сезони, взявши участь у 90 матчах чемпіонату. Більшість часу, проведеного у складі «Алмере Сіті», був основним гравцем атакувальної ланки команди.
Своєю грою за цю команду привернув увагу представників тренерського штабу клубу «Телстар», до складу якого приєднався 2015 року. Відіграв за команду з Велзена наступні два сезони своєї ігрової кар'єри. Граючи у складі «Телстара» також здебільшого виходив на поле в основному складі команди.
До складу клубу «Де Графсхап» приєднався 2017 року. Станом на 23 травня 2019 року відіграв за команду з Дутінгема 65 матчів в національному чемпіонаті.

## Статистика виступів

### Статистика клубних виступів
| Сезон                   | Команда                 | Чемпіонат               | Чемпіонат | Чемпіонат | Національний кубок | Національний кубок | Національний кубок | Континентальні кубки | Континентальні кубки | Континентальні кубки | Інші змагання | Інші змагання | Інші змагання | Усього | Усього | Усього |
| Сезон                   | Команда                 | Ліга                    | Ігор      | Голів     | Ліга               | Ігор               | Голів              | Ліга                 | Ігор                 | Голів                | Ліга          | Ігор          | Голів         | Ігор   | Голів  |        |
| ----------------------- | ----------------------- | ----------------------- | --------- | --------- | ------------------ | ------------------ | ------------------ | -------------------- | -------------------- | -------------------- | ------------- | ------------- | ------------- | ------ | ------ | ------ |
| 2011–12                 | «Алмере Сіті»           | 1D                      | 23        | 6         | КН                 | 2                  | 0                  |                      | -                    | -                    |               | -             | -             | 25     | 6      |        |
| 2012–13                 | «Алмере Сіті»           | 1D                      | 31        | 9         | КН                 | 1                  | 0                  |                      | -                    | -                    |               | -             | -             | 32     | 9      |        |
| 2013–14                 | «Алмере Сіті»           | 1D                      | 25        | 3         | КН                 | 1                  | 0                  |                      | -                    | -                    |               | -             | -             | 26     | 3      |        |
| 2014–15                 | «Алмере Сіті»           | 1D                      | 11        | 4         | КН                 | 1                  | 0                  |                      | -                    | -                    |               | -             | -             | 12     | 4      |        |
| Усього за «Алмере Сіті» | Усього за «Алмере Сіті» | Усього за «Алмере Сіті» | 90        | 22        |                    | 3                  | 0                  |                      | -                    | -                    |               | -             | -             | 93     | 22     |        |
| 2015–16                 | «Телстар»               | 1D                      | 34        | 7         | КН                 | 2                  | 0                  |                      | -                    | -                    |               | -             | -             | 36     | 7      |        |
| 2016–17                 | «Телстар»               | 1D                      | 31        | 8         | КН                 | 1                  | 0                  |                      | -                    | -                    |               | -             | -             | 32     | 8      |        |
| Усього за «Телстар»     | Усього за «Телстар»     | Усього за «Телстар»     | 65        | 15        |                    | 3                  | 0                  |                      | -                    | -                    |               | -             | -             | 68     | 15     |        |
| 2017–18                 | «Де Графсхап»           | 1D                      | 34+4      | 12+4      | КН                 | 1                  | 0                  |                      | -                    | -                    |               | -             | -             | 39     | 16     |        |
| 2018–19                 | «Де Графсхап»           | ED                      | 27        | 7         | КН                 | 1                  | 0                  |                      | -                    | -                    |               | -             | -             | 28     | 7      |        |
| Усього за кар'єру       | Усього за кар'єру       | Усього за кар'єру       | 220       | 60        |                    | 10                 | 0                  |                      | -                    | -                    |               | -             | -             | 230    | 60     |        |

## Титули і досягнення
- Чемпіон Фінляндії (1):

ГІК: 2022